# 香槟集市

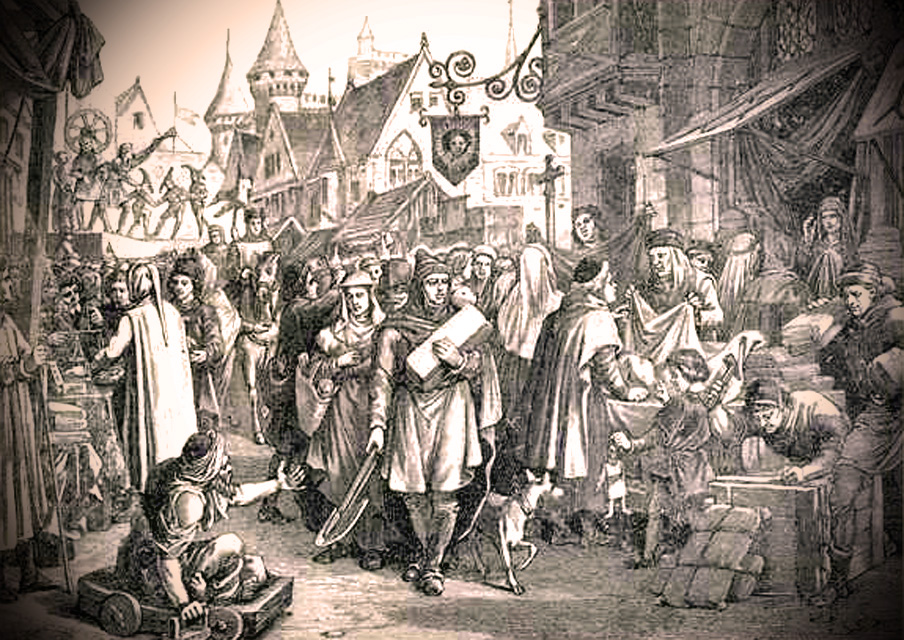
香槟集市

香槟集市（法語：Foires de Champagne）是12世纪－14世纪时期欧洲著名的国际贸易集市。中世纪的香槟地区是香槟伯爵的领地，由于该地地处意大利与佛兰德之间和德意志与西班牙之间多条水上和路上商路的交汇处，加上香槟伯爵的开明管理以及对商人提供的特殊保护，因而逐渐发展成为欧洲商业中心。集市每年定期在特鲁瓦（一年两次）、普罗万（一年两次）、马恩河畔拉尼（一年一次）、奥布河畔巴尔（一年一次）等地举行。13世纪后半期达到全盛。后因海上新航路的开辟和发展以及英法百年战争的爆发，逐渐衰落。香槟集市对整个欧洲都具备经济和金融影响力。每次集市持续三到六周，举办时间在数世纪中发生过几次变化。法国历史学家費爾南·布勞岱爾称之为“重复性钟表系统”，该系统使得伯爵领地从1月到12月全年都有非凡的经济活动。因此，香槟集市构成了世界经济史上的一个里程碑，尤其是见证了现代市场经济组织的开始。
地处沟通南北主要贸易路线交汇处，对物资组织（大厅、房屋、仓库）的关注，再加上附近香槟伯爵和修道院的法治，可以解释香槟集市成功的原因。香槟集市诞生于12世纪末，除了上述六个大型集市以外，还辅以一些次要的集会。
布鲁瓦的蒂波四世通过若干宪章建立了公平的规章制度，并在其辖域以外也设法保证商人的安全通行。重量单位“特鲁瓦马克”出现于1147年，不久便在巴黎被采用。香槟集市上通用的货币“普罗万第纳里乌斯”流通范围十分广泛，远在意大利也被用于参考货币。“金衡盎司”（特鲁瓦盎司）仍是当今全球贵金属的质量基准。

## 起源与发展
这些集市的起源似乎可以追溯到427年的墨洛温王朝时期，427年克莱蒙费朗主教圣希多尼乌斯·阿波利纳里斯写给特鲁瓦主教Saint Loup的文字就证明了这一点。无论如何，这些集市比法国君主制建立的时间要古老得多。香槟集市真正开始繁荣起来则应归功于于1152年至1181年间统治香槟的亨利一世。
12世纪和13世纪，随着商业革命的开始，通往拜占庭的商路为欧洲提供了各种奢侈品（香料、织物、手工艺品），这些商品主要是在各种集市上交易的。在欧洲，大城市里的集市成倍增长，但在香槟的特鲁瓦、马恩河畔拉尼、奥布河畔巴尔等城市联盟的地区也快速增长。从12世纪开始，香槟集市成为国际闻名的交流和贸易中心，吸引着从佛兰德到意大利的最重要的商人。
如果说重货（葡萄酒、谷物和来自大西洋沿岸的盐）已成为内河贸易或海上贸易的对象，那么只有附加值高、重量轻的稀有货物，例如呢绒和香料，是通过陆路长途运输的。

## 香槟集市的组织

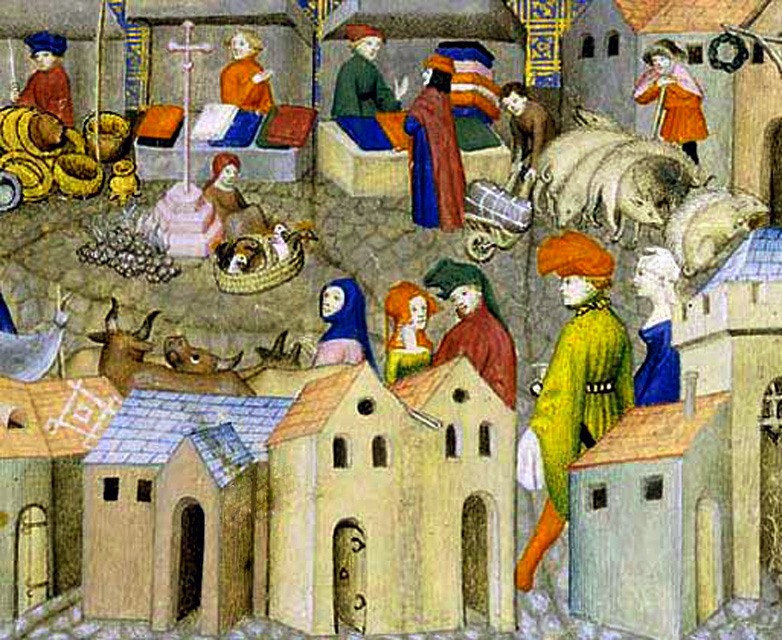
Thomas III de Saluces所作《流浪的骑士》（Le Chevalier errant）中的集市

集市可以定义为定期在固定地点自愿售卖和购买的商贸聚会。这些集市可能向所有人开放或只保留给专业人士。12世纪，集市每年都在香槟的十几个城市举行。其中四个城市会在一年中共举办六次集市，形成一个连续的周期，而香槟伯爵则保证了这一周期的顺利进行。
毫无疑问，香槟集市的独创性正是这种周期性：在夏季“热集市”和冬季“冷集市”以及重要性大一不小的集市之间形成一个平衡而连续的循环，为商人提供了一个几乎永久性的交易场所，使他们不仅可以交换商品，而且可以解决其财务问题。
- 1月2日至15日：马恩河畔拉尼集市；
- 四旬斋前的周二直至耶稣受难日的周日：奥布河畔巴尔集市；
- 耶稣受难周：塞扎讷集市；
- 5月：普罗万圣奎里亚斯的热集市；
- 6月24日至7月中旬：特鲁瓦的热集市或圣让集市；
- 9月/10月：普罗万圣阿约尔的冷集市[9]；
- 11月初直至圣诞节前的一个星期：特鲁瓦的冷集市或圣雷米集市。

中世纪社会的世俗生活伴随着宗教活动，教会在这些集市的组织中扮演了重要角色。大型节日和朝圣活动往往与集市同时举行。
每个集会平均持续3到7周，通常分为4个部分：
- 第一部分用于展示商品；
- 第二部分用于售卖；
- 第三部分用于支付或寄送货物；
- 最后一部分则是庆祝活动。

香槟集市的周期性为全年展开国际贸易创造了有利条件，同时也有利于通过中间人将债务从一个集市推到另一个集市，这些交易中间人往往是意大利人或弗拉芒人。这种将债务从集市向集市的转移、从一个地区到另一个地区使用多种货币，以及通过清算来偿还债务的习惯，以上元素导致了有组织的金融部门的兴起，在其中犹太人和佛罗伦萨人发挥了重要作用。天主教会禁止计息债务，将其认定为高利贷，这构成了一个限制因素（教会法庭严厉惩罚高利贷），同时也促进人们研究其他支付风险和服务的解决方案，例如外汇交易保证金。

## 繁荣与衰落

### 国际影响力
香槟集市在中世纪具有巨大的国际影响力，它们使来自欧洲各地的商人和买家可以定期见面进行贸易。在这里可以找到法国各个地区以及佛兰德、意大利北部、西班牙、英国、德国和瑞士的商人。香槟集市将为“商业革命”做出决定性的贡献，使中世纪世界逐渐向文艺复兴过渡。
从12世纪上半叶开始，欧洲不同国家的贸易专门化逐渐明晰：弗拉芒人出售织物和呢绒，意大利人出售丝绸和香料，德意志人出售皮革和毛皮。北海城市因其呢绒、毛皮和保存的鱼类而繁荣。这种现象并不新鲜，但作为贸易十字路口的集市将加强这种贸易专业化。
佛兰德地区和香槟之间的集市贸易很活跃：弗拉芒人在香槟地区为其呢绒找到了一个持久性的销路，将其通过水路运输到热那亚港口，并从地中海地区购买丝织物、金银制品、宗教物件、香料和其他奢侈品。
在香槟集市上交易的布料拥有不同的原产地——安特卫普（佛兰德）、斯坦福德（英格兰）以及香槟或附近省份的城市阿拉斯、香槟沙隆和普罗万，这很好地说明了商品供应的多样性。塔夫绸、丝绸、平纹布等其他纺织品也在那里进行贸易。布料集会结束后11天，另一场专门用于皮草和皮革贸易的集会开始，就这样，贸易日程表遍布全年。

### 衰落
在13世纪末，政治因素和新贸易路线的开辟终结了香槟集市的首要地位。瑞士阿尔卑斯山的新路线通过聖哥達山口和辛普朗山口通道将意大利北部与莱茵兰连接起来，更重要的是，从1297年开始，新的海上路线使意大利人可以以更快的时间、更少的价格，也更安全到达布鲁日。
1280年后，整个欧洲尤其是香槟地区的军事冲突再度加剧。这些安全问题更有利于海上运输的发展，尽管运输速度较慢且规律性较差，但相比陆路运输人们更青睐海路。里昂仍然是法国主要的金融中心，但巴黎的声望在不断提高。小店铺稳定下来，大商人则通过港口寻求更直接地将生产点和分销点连接起来。航海技术的进步使生产力大大提高。
其他地区集会的竞争加剧，还有商人税收负担的增加，使得香槟的吸引力下降，进一步加速了香槟集市在1300年后的衰落。最终，随着胡安娜一世嫁给法兰西国王腓力四世，使得香槟伯爵领地成为法国的一部分，政治优先级发生了变化。曾经保持事实上独立的香槟失去了自治权，法国国王在这个富裕省份发现了新的税收来源，以及不费力就能为战争提供资金的手段。 法德战争以及随后的百年战争对香槟集市造成了致命打击。14世纪黑死病肆虐之后，意大利的各个城邦从这场磨难中走出来，获得了经济上的胜利。